# Бохны
Бохны (укр. Бохни) — село в Летичевском районе Хмельницкой области Украины.
Население по переписи 2001 года составляло 488 человек. Почтовый индекс — 31545. Телефонный код — 3857. Занимает площадь 1,686 км². Код КОАТУУ — 6823082402.

## Местный совет
31544, Хмельницкая обл., Летичевский р-н, с. Грушковцы, ул. Ломаная, 23/1